# Dmitri Wladimirowitsch Borodin

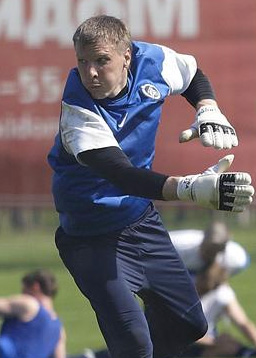
Dmitri Wladimirowitsch Borodin (2010)

Dmitri Wladimirowitsch Borodin (russisch Дми́трий Влади́мирович Бороди́н; * 8. Oktober 1977 in Leningrad, Sowjetunion) ist ein russischer Fußballtorwart. Derzeit spielt er beim russischen Klub Zenit St. Petersburg in der Premjer-Liga.

## Karriere

### Verein
Dimitri Borodin begann 1998, bei Lokomotiv Sankt Petersburg Fußball zu spielen. Ein Jahr darauf wechselte er zu FC Zenit St. Petersburg, wo er hinter Roman Beresowski und Wjatscheslaw Malafejew dritter Torwart war. 2002 wechselte er zu Torpedo Moskau und wurde zum Stammtorwart. Ende 2007 wurde er allerdings wieder, nach Ilja Madilow und Maxim Kabanow, zum dritten Torhüter. Borodin wechselte kurz darauf (2008) zum FK Sibir Nowosibirsk, blieb dort jedoch nur kurz, denn er ging zu Anschi Machatschkala. Anfang 2009 unterschrieb Borodin einen Vierjahresvertrag bei seinem Ex-Club Zenit St. Petersburg, spielte bis jetzt nur als Leihe für den FK Chimki.

### Nationalmannschaft
Dmitri Wladimirowitsch Borodin war am 16. August 2006 Banktorwart für die Russische Nationalmannschaft gegen Litauen.

## Privatleben
Dmitri Borodin ist verheiratet und Vater zweier Söhne.

## Erfolge
- Intertoto Cup – Finalist: 2000.
- Platz 3. bei der russischen Meisterschaft: 2001.